# Distretto di Pétervására
Il distretto di Pétervására (in ungherese Pétervásárai járás) è un distretto dell'Ungheria, situato nella provincia di Heves.